# Zlurada
Zlurada (eng. Maleficent), fiktivni je lik iz animiranog filma Trnoružica (1959.) Walta Disneyja, nastao po uzoru na zlu vilu iz istoimene bajke Charlesa Perraulta i Braće Grimm. Lik je za potrebe filma dizajnirao Marc Davis. Ona je zla vila koja, pošto nije pozvana na slavlje povodom rođenja princeze Aurore, baca kletvu na princezu i proriče joj da „prije nego što sunce zađe na njen šesnaesti rođendan ubost će se prstom na vreteno preslice i umrijeti."
Glas joj je posudila Eleanor Audley, koja je ranije dala glas Zloj maćehi, Ledi Tremaine u animiranom filmu Pepeljuga (1950.), a Angelina Jolie ju je tumačila u igranom filmu.
Zlurada je također jedna od brojnih antagonista u televizijskoj igranoj seriji Jednom davno (2011.) gdje je tumači Kristin Bauer van Straten, i u Disney Channel filmu Potomci (2015.) gdje je glumi Kristin Chenoweth.

## Opis
Zlurada je visoka, vitka, svijetlo–zelenkaste boje kože, uska lica i istaknute brade. Ima izražene crte lica i visoko uzdignute obrve. Demonsku crtu joj daju izrazito žute oči s malim zjenicama i karakteristični rogovi na glavi. Uvijek nosi žezlo sa zelenom kuglom na vrhu, crno–ljubičastu haljinu, čije rubnice podsjećaju na šišmiševa krila. Zlurada se drži otmjeno i dostojanstveno, puna je samopouzdanja i nastupa superiorno.
Za razliku od ostalih Disneyjevih zlikovaca, Zlurada nije komična i nijedan njen potez ne može nasmijati; nije luckasta poput Madam Mim (Mač u Kamenu) ili Hada (Heraklo), savršeno je smirena i uravnotežena. Ima svojevrstan smisao za humor, vrlo je ironična i sarkastična. Jedino biće koje voli je njen ljubimac, Gavran.
Nije vještica, kako se često naziva, već zla vila. Neštedimice baca kletve, munje i gromove, sposobna je teleportirati se i uzimati različita obličja. Vrhunac njene moći je pretvaranje u golemog zmaja, koji vatrom može rušiti stijene.

## Pojavljivanja

### Trnoružica(1959.)
Film Trnoružica počinje zabavom povodom rođenja princeze Aurore, u velebnom dvorcu njenih roditelja, kralja Stjepana i kraljice Lee. Tisuće kraljevskih podanika hrli kroz dveri dvorca pokloniti se budućoj vladarici. U prostranoj dvorani smješteni su ostali kraljevi, vitezovi, dame, mladi princ Filip (Aurorin budući suprug) i tri dobre vile, koje su bebi donijele čarobne darove. Nakon što joj je Flora darovala ljepotu, Fauna dar za pjevanje, a Sunčica zaustila najaviti svoj dar, iznenada je nastala oluja. Zavjese su letjele, nebo se smračilo, a nasred dvorane stvorila se zla vila Zlurada, navodno kako bi i ona darovala nešto djetetu. Govorila je kako će Aurora bez sumnje biti lijepa i darovita, kako će rasti u najvećem luksuzu, voljena i pažena, ali je odjednom promijenila glas i počela vikati: "Prije nego što zađe Sunce na njen šesnaesti rođendan, ubost će se prstom na vreteno preslice i umrijeti!” Zlurada je šesnaest godina tražila Auroru, koju su u međuvremenu vile sakrile u maloj šumskoj kolibi. Zapravo, to su za nju činili njeni podanici, goblini. Kralj je naredio spaliti sva vretena u kraljevstvu. Nekoliko dana pred princezin šesnaesti rođendan, vila šalje svog ljubimca, Gavrana, govoreći mu: “Srce, ti si mi zadnja nada. Kruži u šir i dalj, traži šesnaestogodišnjakinju kao sunce zlatne kose i usana crvenih kao ruža. Idi i nemoj me iznevjeriti.”
Gavran uspijeva pronaći princezu koja je tog dana, ne znajući da je data udati se za njega, upoznala princa Filipa, i dogovorila se da navečer dođe u kolibu na večeru. Saznavši za tamo nekog princa, vile su se uplašile da bi mogle biti okrivljene za nepoštivanje dogovora, po kojem su dužne Auroru čuvati samo za Filipa, ne znajući da je upoznala baš njega. Stoga se još istog dana upute s princezom na dvor njenom ocu, kralju Stjepanu. Filip dolazi u kolibu gdje zatiče Zluradu, čiji ga podanici zarobljavaju i vode u njen dom, na Ukletu goru. U međuvremenu, Zlurada se u obliku zelenkastog svijetla u dvorcu pojavljuje u kaminu, hipnotizira Auroru i vodi ju kroz hodnike dvorca, do vrha jedne kule, gdje se transformira u vreteno. Vile, koje su u zamku osjetile crnu magiju, jure hodnicima i tajnim prolazima, vičući: "Ružice, ništa ne diraj!". Staro proročanstvo je moralo biti ispunjeno, i trenutak prije nego što su tri vile stigle, princeza je nabola prst i pala u vječni san. Vile su naletjele na Zluradu, koja im je s podsmijehom dobacila: “Mislile ste da možete nadmudriti mene! Mene, gospodaricu svega zla!? E  pa evo vam vaše krasne princeze!”. Potom pomakne haljinu ispod koje leži onesviještena Aurora. 
Uspavavši cijeli zamak, vile odlaze u Zluradinu tvrđavu osloboditi princa. Zlurada ga obeshrabruje, ironično govoreći o njegovoj ljubavi, kaže mu da će i nakon sto godina koje provede zarobljen, svakako biti prvi ljubavnik svoje princeze. U trenutku njene nepažnje, vile ga oslobađaju i počinju bježati. Zluradini služitelji im otežavaju bijeg raznim smicalicama, ali vile izlaze na kraj sa svim zamkama. Vidjevši kako princ bježi, Gavran glasno grakće, pokušavajući privući Zluradinu pažnju. Neposredno prije nego što se Zlurada bijesna pojavi na prozoru, Sunčica Gavrana pretvara u kameni kip. Shvativši da je zarobljenik skoro stigao do Aurore, Zlurada baca čini na princezin zamak i oko njega izrastu trnje i šiblje. S teškom mukom i pomoći triju dobrih vila, Filip uspješno krči put pred sobom. Shvativši da je vrijeme da se sama sukobi s njim, Zlurada leti do zamka, gdje se pretvara u golemog crno-ljubičastog zmaja, te kaže: “Sad se moraš sa mnom boriti, prinče, i sa svim silama pakla!” Nakon duge i teške borbe, princ ju uspijeva probosti čarobnim mačem i ona umire.

### Gospodarica zla(2014.)
Igrani film predstavlja Zluradu kao srdačnu, ali tragičnu vilu koja štiti Močvaru, područje nadnaravnih bića, od susjednog ljudskog kraljevstva. Tumačila ju je Angelina Jolie.
Prije nego što je postala zla, Zlurada je imala par velebnih orlovskih krila. Kao adolescent se sprijateljuje i zaljubljuje u mladog seoskog dječaka po imenu Stefan. Kad je odrastao, Stefan je izdao Zluradu; koristio je željezo, koje šteti vilama, da spali i otkine njezina krila, nakon proklamacije umirućeg kralja da onaj koji ubije Zluradu nasljeđuje prijestolje. Stefan kralju na smrtnoj postelji donosi krila, pretvaravši se da ju je ubio. Uzimajući gavrana po imenu Diaval kao slugu, sada mržnjom ispunjena Zlurada nazove se vladaricom Močvare. Kad sazna da je Stefan sada kralj i da je sa suprugom dobio kćer zvanu Aurora (Elle Fanning), odluči se osvetiti. Vjerujući ideji da prava ljubav ne postoji, Zlurada baca prokletstvo na novorođenče da zauvijek zaspe na njen 16. rođendan ubodom na vreteno, osim ako ne primi poljubac istinske ljubavi. Zbog toga su tri vile imale zadatak da se brinu o Aurori. Zluradi dijete neplanirano priraste k srcu i počne se skrbiti za nju iz daljine, da bi se na kraju razvila majčinska ljubav prema njoj. Ta se ljubav dokazuje važnom za pokajničku Zluradu da poništi vlastito prokletstvo kad poljubi Auroru na čelo. Nakon buđenja iz sna, Aurora pomaže vratiti Zluradi krila dok Stefan pokuša ubiti Zluradu. Aurora nađe krila u dvorcu koja sama nađu put k Zluradi. Usred borbe na kuli, Stefan povuče Zluradu za sobom i skoči s visine, a Zlurada se očerupah iz njegovih ruku. Zahvaljujući krilima, Zlurada ostane u zraku dok Stefan pada u svoju konačnu smrt. Ubrzo nakon Stefanove smrti i Aurorina uskrsnuća, Zlurada okruni Auroru kao vladaricu Močvare kako bi ujedinila svoje kraljevstvo zauvijek pod jednim prijestoljem.

### Gospodarica zla 2(2019.)
Angelina Jolie reprizirala je ulogu u drugom dijelu filma Gospodarica zla, u kojem je testiran odnos Zlurade i Aurore. Pojavile su se druge vile njezine vrste, predvođene Conallom (Chiwetel Ejiofor). Tijekom filma, majka princa Philipa, kraljica Ingrith (Michelle Pfeiffer), pokušava izazvati rat između ljudi i vila stvarajući dojam da je Zlurada bacila kletvu na kralja, prisiljavajući Zluradu da pobjegne iz kraljevstva, gdje je bila spašena od strane drugih njezine vrste. Tijekom tog vremena, Zluradina vrsta identificirana je kao 'Mračne vile', iako su Zluradine moći jedinstvene za nju jer je posljednja reinkarnacija moćnog feniksa. Kraljica zamalo uništi vile nakon što osmisli crvenu prašinu koja ih pretvara u biljke. Namami ih u crkvu za Aurorino vjenčanje, ali tijekom napada vila na kraljevstvo, Aurora saznaje istinu. Philip se obraća svojim vojnicima dok se Aurora suočava sa Zluradom koja je žedna osvete. Kraljica Ingrith ustrijeli Zluradu s prašinom i Zlurada se rasprši. Nedugo nakon, Zlurada se digne iz pepela kao feniks, okončavši sukob razbijajući kletvu s kralja i pretvorivši kraljicu u kozu. Nakon što je ponovno uspostavljen mir, Zlurada vodi Auroru do oltara za njezino vjenčanje s Philipom, a kasnije uvjerava Auroru da će se vratiti kad se rodi njihovo prvo dijete.

### Jednom davno(2011. - 2018.)
Verzija Zlurade igra važnu ulogu u igranoj televizijskoj seriji Jednom davno gdje ju glumi Kristin Bauer van Straten. Serija prati likove iz bajke koje je Zla kraljica zarobila u gradić u SAD-u, u našem svijetu, gdje nemaju sjećanja tko su zapravo. U seriji, Zlurada je besmrtna, moćna, ali tragična vještica koja je na dugo vrijeme izgubila svoju novorođenu kćer, Lilith. Prije toga, njeni pokušaji da uništi sreću Trnoružice, potom njene kćeri Aurore (u seriji su to dva različita lika) nikad nisu uspjeli, što Zluradu baca u dugogodišnju depresiju u kojoj gubi i sposobnost transformacije u zmaja. Tu upoznaje mladu Reginu, kasnije poznatu kao Zlu kraljicu, koja joj pomaže da povrati plamen u sebi i najzad baci kletvu sna na Auroru, a princa Philipa pretvori u zvijer.
Nedugo nakon, Zlurada zatrudni i izliježe zmajevo jaje. Snjeguljica i Princ ukradu jaje da mogu tamu iz svog djeteta prenijeti na njeno, ne znajući da će čarobnjak koji će baciti te čini poslati jaje u drugi svijet, naš svijet, u kojem će se naći svi likovi.

### Ostala pojavljivanja

#### Zluradina osveta
Zlurada se pojavljuje u slikovnici nastavku Trnoružice zvanoj Zluradina osveta. Dvije godine nakon događaja u animiranom filmu, potpuna pomrčina Sunca slabi čaroliju vila Flore, Faune i Sunčice. Čarolija na Gavranu je poništena što mu omogućuje da pronađe Zluradine ostatke i iskoristi njeno osoblje da bi je oživio.
Na dan slavlja, Zlurada jurne i baca prokletstvo na dvorac pretvarajući svaku dušu, osim Aurore, u kamen. Očajna Aurora se zalaže za milosrđe Filipa i njezinog naroda i ide sve do Zlurade da i nju pretvori u kamen. Zlurada odbija jer ne može prokleti princezu zbog Florinih, Fauninih i Sunčicinih zaštitnih čini, ali može ispuniti želju da Aurora žrtvuje svoj život u zamjenu za svoje voljene i ljude.
Budući da je Aurora ponovno ušla u stanje slično snu, kraljevstvo je oslobođeno, uključujući Filipa, koji žuri do Uklete gore da spasi svoju mladenku. Tamo se ponovno održava borba između zmaja Zlurade i princa. Princu Filipu je teško jer nema Mač istine uz njega. Zli zmaj pokušava ugristi Filipa sa svojim otrovnim kljovama, ali ona slučajno ugrize vlastiti rep i umjesto njega, ubije sebe. Kada je Zlurada jednom zauvijek poražena, Filip ponovno budi Auroru poljupcem istinske ljubavi.

#### Kingdom Hearts
Zlurada se pojavljuje kao glavni lik u seriji videoigara Kingdom Hearts, kojoj su posudili glas Susanne Blakeslee u engleskim verzijama i Toshiko Sawada u japanskim verzijama. Nastupila je u svakoj igri u seriji, osim Kingdom Hearts 358/2 Days, kao jedna od ključnih antagonista serije. 